# Lalapaşa
Lalapaşa est une ville et un district de la province d'Edirne de la région de Marmara en Turquie.